# Hemaris aksana
Hemaris aksana är en fjärilsart som beskrevs av Ferdinand Le Cerf, 1923. Hemaris aksana ingår i släktet Hemaris och familjen svärmare, Sphingidae. Inga underarter finns listade i The Global Lepidoptera Names Index (LepIndex), Natural History Museum.